# Expresión aritmética
En informática y lenguajes de programación, se entiende por expresión aritmética a aquella donde los operadores que intervienen en ella son numéricos, el resultado es un número y los operadores son aritméticos. Los operadores aritméticos más comúnmente utilizados son:
El signo más (+) se emplea para sumar dos valores, el signo menos (-) para restar un valor de otro, el asterisco (*) para multiplicar dos valores, la división (/) para dividir un valor por otro, y el signo % para obtener el resto de una división entera. Estos símbolos se conocen como operadores binarios, pues operan sobre dos valores o variables.
La lista siguiente son ejemplos de expresiones aritmética:
resultado = x - y;
total = capital+ interés;
cuadrado = x * x;
celsius = (fahrenheit - 32) / 1.8
Hay que comprender que el signo igual (=) en las expresiones anteriores se le conoce como "operador de asignación". Asigna el valor de la derecha de dicho signo igual a la variable de la izquierda.
En la última expresión, se utilizan paréntesis () para realizar primero cierta operación. Esto sucede porque en C, los operadores siguen unas reglas de preferencia. *, / y % tienen preferencia sobre + y -. Para soslayar esta preferencia, se deben utilizar paréntesis. Las expresiones con operadores de la misma preferencia se suelen evaluar de izquierda a derecha. Otro punto a tener en cuenta es que en una expresión que entraña una división, hay que tener cuidado de evitar la división por cero, que da como resultado infinito o un valor anómalo. En el capítulo 5 sobre declaraciones de control, veremos cómo hacer una revisión previa a la división para prevenir estos resultados.